# Gilt Edge
Gilt Edge – miasto w Stanach Zjednoczonych, w stanie Tennessee, w hrabstwie Tipton.